# Krishnachandran
Krishna Chandran T. N, conocido artísticamente como Krishnachandran es un actor, cantante, actor de doblaje de películas en malayalam indio.

## Biografía
Krishnachandran nació en Nilamboor, Thiruvananthapuram. Su primera película debut fue en "Rathinirvedam" en 1978. Trabajó con los actores Vineeth y Rahman, para casi todas sus películas iniciales. Actuó en algunas películas del cine tamil también. Actualmente se dedica a trabajar como actor en series de televisión en malayalam.

## Vida personal
Se casó con la actriz Vanitha Krishnachandran el 11 de mayo de 1986. Tienen una hija llamada Amrithavarshini, nacida en 1990.

## Premios
- 1994 Kerala State Film Award for Best Dubbing Artist- Kabooliwala for Vineeth
- 1997 Kerala State Film Award for Best Dubbing Artist- Aniyathi Pravu for Kunchacko Boban

## Filmografía

### Como actor
- Artist (2013)
- Omega.exe (2013)
- Orkkuka Vallappozhum (2009)
- Nyan Kodeeshwaran (1994)
- Yuvajanotsavam(1986).... Omanakuttan
- Aval Kathirunnu Avanum (1986)
- Thozhil Allengil Jail (1985)
- Sandhyaykkenthinu Sindooram (1984)
- Unaru (1984)
- Piriyilla Naam (1984)
- Belt Mathai (1983).... Khadir Kutty
- Irattimadhuram (1982)
- Ormaykkaay (1982)
- Vidhichathum Kothichathum (Kasthoori) (1982)
- Ee Nadu (1982) .... Sasi
- Kaanthavalayam (1980)
- Sakthi (1980)
- Lajjaavathi (1979)
- Lovely (1979)
- Raathrikal Ninakku Vendi (1979)
- Koumaarapraayam (1979)... Joy
- Raappadikalude Gaadha (1978)
- Rathinirvedam (1978).... Pappu